# Голубенцева, Наталья Александровна
Ната́лья Алекса́ндровна Голубе́нцева (род. 27 октября 1942, Москва, СССР) — советская и российская актриса, мастер озвучивания, лауреат премии «ТЭФИ» (1997), народная артистка России (2024)

## Биография
Родилась 27 октября 1942 года в Москве в семье композитора Александра Голубенцева и актрисы Нины Архиповой. Училась в эстрадно-цирковом училище, которое закончила в 1968 году.
С 1973 по 1990 год — кукловод детского отдела Москонцерта.
Работает на телевидении свыше 30 лет. Широкому зрителю известна благодаря, в основном, многолетнему исполнению роли зайца Степашки в детской телепередаче «Спокойной ночи, малыши!». Также исполняла роль Буратино, который периодически появлялся в программе и был постоянным ведущим рубрики «Выставка Буратино».
Снялась в фильмах «Лёгкая жизнь» (в роли работницы химчистки) и «Удивительный мальчик» (в эпизодической роли). Озвучила Сиропчика в мультфильме «Незнайка в Солнечном городе» и мать Палле в мультфильме «Палле один на свете».

### Озвучивание
- 1981 — Палле один на свете — мама

## Семья
- Муж — Михаил Чувелёв, работал музыкантом-гитаристом во МХАТе[2]. 
  - Двое сыновей — Никита Голубенцев, снявшийся в главной роли в телефильме «Удивительный мальчик» (1970), и Дмитрий Чувелёв, гитарист группы «Несчастный случай» и звукорежиссёр.
    - Семеро внуков.
      - Правнучка Софья Александровна Голубенцева и правнук.

## Награды и звания
- Народная артистка Российской Федерации (6 сентября 2024 года) — за вклад в развитие культуры и искусства, многолетнюю плодотворную деятельность[3].
- Заслуженная артистка Российской Федерации (17 марта 1995 года) — за заслуги в области искусства[4].